# Clarias

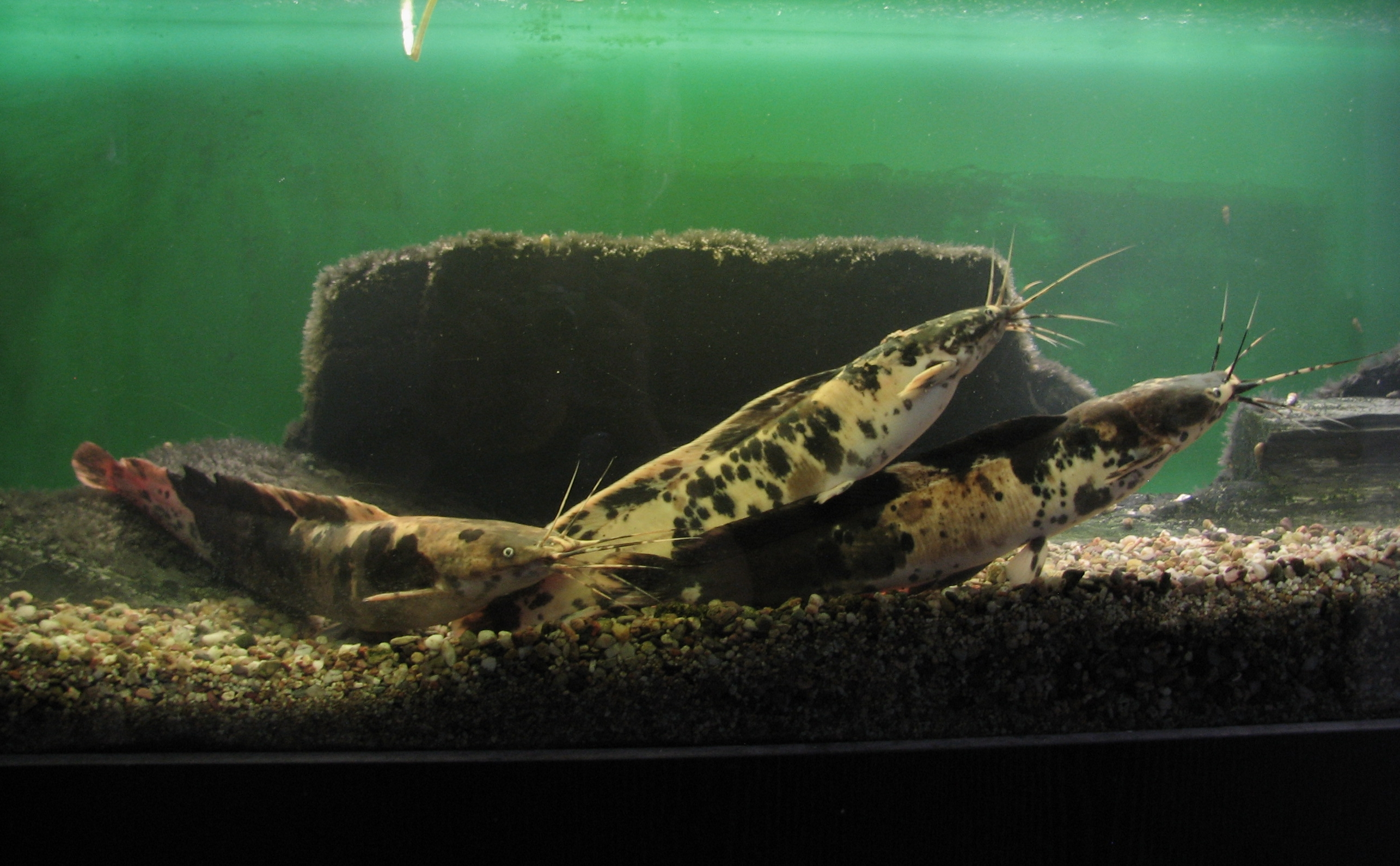
Clarias batrachus

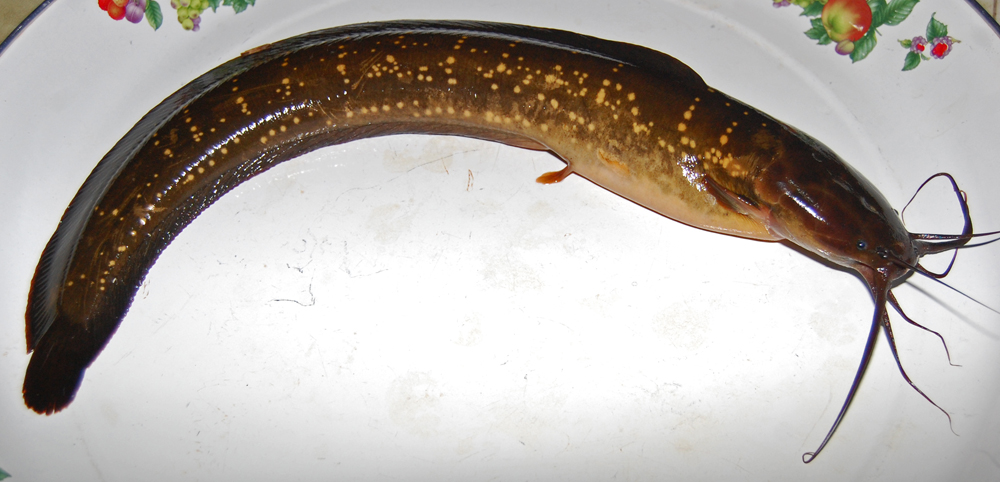
Clarias nieuhofii capturat a l'illa de Borneo (Indonèsia).

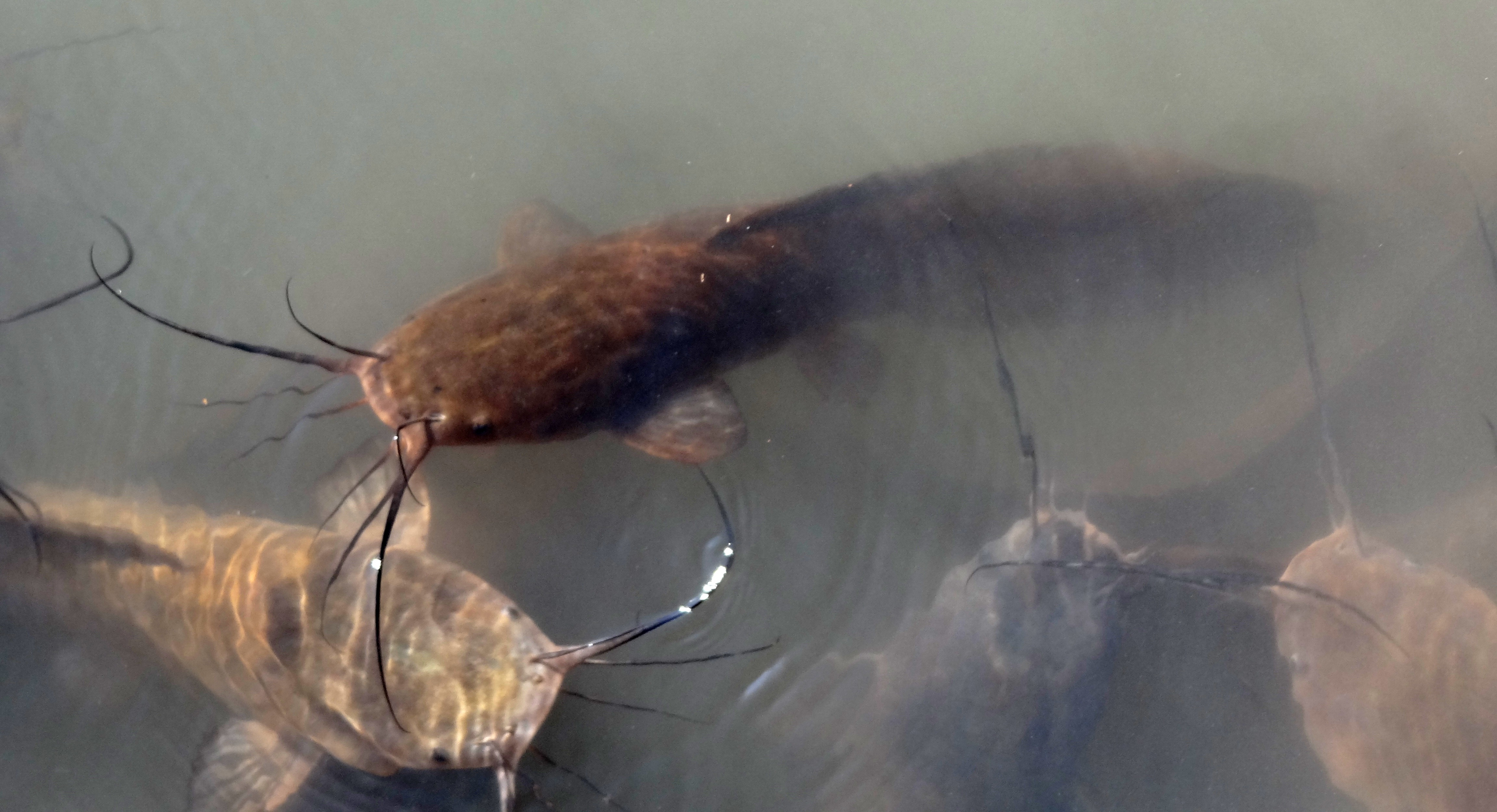
Clarias sp.

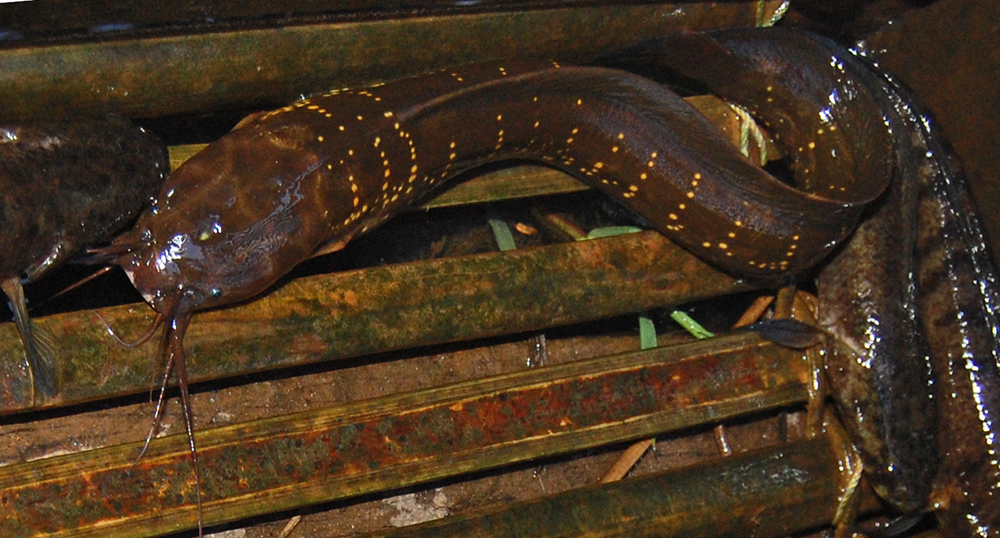
Clarias nieuhofii capturat a Borneo (Indonèsia).

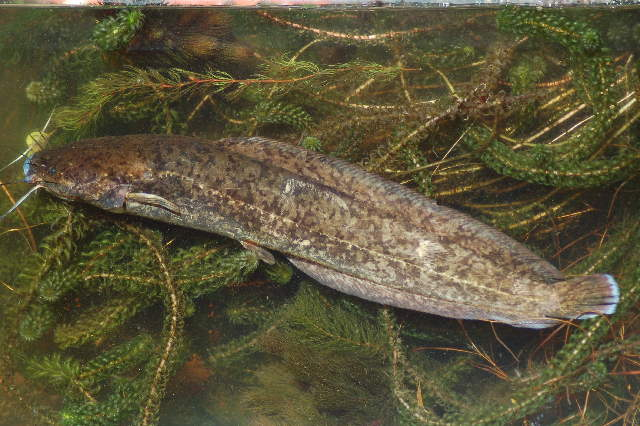
Clarias stappersii

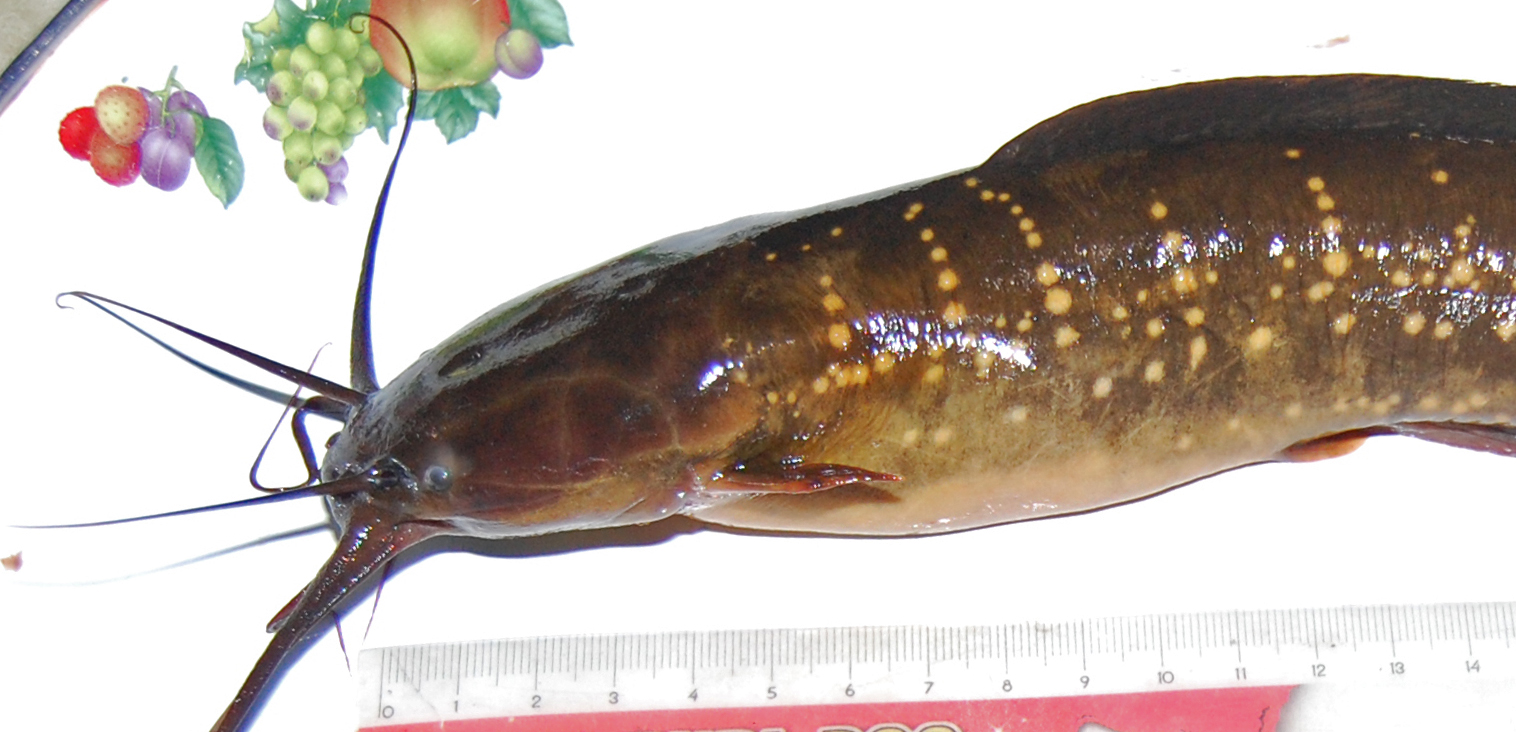
Clarias nieuhofii de Borneo

Clarias és un gènere de peixos de la família dels clàrids i de l'ordre dels siluriformes.

## Distribució geogràfica
Es troba des del Sud-est asiàtic i l'Àsia oriental fins a Àfrica, incloent-hi l'Índia i l'Àsia Menor. Algunes de les seues espècies han estat introduïdes als Estats Units (Florida), Indonèsia, Hong Kong, la Xina, Gran Bretanya, Papua Nova Guinea, Guam, Taiwan, Tailàndia i Cuba i han produït impactes negatius en llurs ecosistemes locals.

## Taxonomia
- Clarias abbreviatus (Valenciennes, 1840)[3]
- Clarias agboyiensis (Sydenham, 1980)[4]
- Clarias albopunctatus (Nichols & La Monte, 1953)[5]
- Clarias alluaudi (Boulenger, 1906)[6]
- Clarias anfractus (Ng, 1999)[7]
- Clarias angolensis (Steindachner, 1866)[8]
- Clarias anguillaris (Linnaeus, 1758)[9][10][11]
- Clarias batrachus (Linnaeus, 1758)[9][12][13]
- Clarias batu (Lim & Ng, 1999)[14]
- Clarias brachysoma (Günther, 1864)[15]
- Clarias buettikoferi (Steindachner, 1894)[16]
- Clarias buthupogon (Sauvage, 1879)[17]
- Clarias camerunensis (Lönnberg, 1895)[18]
- Clarias cataractus (Fowler, 1939)
- Clarias cavernicola (Trewavas, 1936)[19]
- Clarias dayi (Hora, 1936)[20]
- Clarias dhonti (Boulenger, 1920)[21]
- Clarias dumerilii (Steindachner, 1866)[8]
- Clarias dussumieri (Valenciennes, 1840)[3]
- Clarias ebriensis (Pellegrin, 1920)[22]
- Clarias engelseni (Johnsen, 1926)[23]
- Clarias fuscus (Lacépède, 1803)[24]
- Clarias gabonensis (Günther, 1867)[25]
- Clarias gariepinus (Burchell, 1822)[26][27][28][29]
- Clarias hilli (Fowler, 1936)[30]
- Clarias insolitus (Ng, 2003)[31]
- Clarias intermedius (Teugels, Sudarto & Pouyaud, 2001)[32]
- Clarias jaensis (Boulenger, 1909)[33]
- Clarias kapuasensis (Sudarto, Teugels & Pouyaud, 2003)[34]
- Clarias laeviceps (Gill, 1862)[35]
- Clarias lamottei (Daget & Planquette, 1967)[36][37]
- Clarias leiacanthus (Bleeker, 1851)[38]
- Clarias liocephalus (Boulenger, 1898)[39]
- Clarias longior (Boulenger, 1907)[40]
- Clarias maclareni (Trewavas, 1962)[41]
- Clarias macrocephalus (Günther, 1864)[42]
- Clarias macromystax (Günther, 1864)[15]
- Clarias meladerma (Bleeker, 1846)[43]
- Clarias microstomus (Ng, 2001)[44]
- Clarias nebulosus (Deraniyagala, 1958)[45]
- Clarias ngamensis (Castelnau, 1861)[46][47]
- Clarias nieuhofii (Valenciennes, 1840)[3]
- Clarias nigricans (Ng, 2003)[48]
- Clarias nigromarmoratus (Poll, 1967)[49]
- Clarias olivaceus (Fowler, 1904)[50]
- Clarias pachynema (Boulenger, 1903)[51][52]
- Clarias planiceps (Ng, 1999)[7]
- Clarias platycephalus (Boulenger, 1902)[53]
- Clarias pseudoleiacanthus (Sudarto, Teugels & Pouyaud, 2003)[34]
- Clarias pseudonieuhofii (Sudarto, Teugels & Pouyaud, 2004)[54]
- Clarias salae (Hubrecht, 1881)[55]
- Clarias sauteri (Regan, 1908)
- Clarias stappersii (Boulenger, 1915)[56]
- Clarias submarginatus (Peters, 1882)[57]
- Clarias sulcatus (Ng, 2004)[58]
- Clarias teijsmanni (Bleeker, 1857)[59]
- Clarias tenuis (Güntert, 1938)
- Clarias theodorae (Weber, 1897)[60]
- Clarias werneri (Boulenger, 1906)[6][61][62][63][64][65][66][67]